# Nipus biplagiatus
Nipus biplagiatus är en skalbaggsart som beskrevs av Thomas Casey 1899. Nipus biplagiatus ingår i släktet Nipus och familjen nyckelpigor. Inga underarter finns listade i Catalogue of Life.